# Borgsjö socken
Borgsjö socken i Medelpad ingår sedan 1971 i Ånge kommun och motsvarar från 2016 Borgsjö distrikt.
Socknens areal är 956,11 kvadratkilometer land. År 2000 fanns här 5 450 invånare. Tätorterna Ånge, Alby och en del av Ljungaverk samt kyrkbyn Borgsjöbyn med sockenkyrkan Borgsjö kyrka ligger i socknen.

## Administrativ historik
Borgsjö socken har medeltida ursprung.
Vid kommunreformen 1862 övergick socknens ansvar för de kyrkliga frågorna till Borgsjö församling och för de borgerliga frågorna bildades Borgsjö landskommun. Landskommunen uppgick 1971 i Ånge kommun. Församlingen ingår sedan 2010 i Borgsjö-Haverö församling.
1 januari 2016 inrättades distriktet Borgsjö, med samma omfattning som församlingen hade 1999/2000.
Socknen har tillhört fögderier, tingslag och domsagor enligt vad som beskrivs i artikeln Medelpad.  De indelta båtsmännen tillhörde Första Norrlands andradels båtsmanskompani.

## Geografi
Borgsjö socken ligger kring Ljungan med Ångesjön och Borgsjön samt i väster Holmsjön. Socknen har öppen dalgångsbygd vid Ljungan och dess sjöar och Skogsbygder däromkring.
Socknen genomkorsas i öst-nordvästlig riktning av E14. Riksväg 83 går från Täljeviken en vik i Borgsjön vid E14 genom Ånge och fortsätter via Alby söderut mot Ljusdal.
Borgsjö skans samt Sankt Olofs källa, vilka ligger vid pilgrimsleden Mittnordenleden anknyter till den gamla mellanriksvägen.
I norr ligger  Jämtgavelns naturreservat. Här gränsar socknen mot Hällesjö socken i Bräcke kommun, Jämtland. I söder gränsar socknen mot Ramsjö socken i Ljusdals kommun, Hälsingland.

### Svedjefinnbyar
Från sekelskiftet 1500-1600 och framåt ägde en inflyttning av svedjefinnar rum i Borgsjö socken. Ursprungliga finnbyar är Grundsjö by, Julåsens by, Mjösjön, Oxsjön samt Råsjö by.

## Fornlämningar
Man har anträffat boplatser från stenåldern samt några ödemarksgravar. Detta är lämningar efter en fångstkultur. Vidare finns ungefär 75 fångstgropar. Från järnåldern finns några gravhögar.

## Namnet
Namnet (1344 Borhasio) kommer från Bergsjön och Bergsjöbyn. Förleden Borg har troligen varit ett äldre namn på Begåsen vid sjön, där borg betyder '(platåliknande) höjd med branta sidor'.

## Befolkningsutveckling
| Befolkningsutvecklingen i Borgsjö socken 1810–1990                                                       | Befolkningsutvecklingen i Borgsjö socken 1810–1990 | Befolkningsutvecklingen i Borgsjö socken 1810–1990 | Befolkningsutvecklingen i Borgsjö socken 1810–1990 | Befolkningsutvecklingen i Borgsjö socken 1810–1990 |
| --- | -------------------------------------------------- | -------------------------------------------------- | -------------------------------------------------- | -------------------------------------------------- |
| |                                                    |                                                    |                                                    |                                                    |
| År |                                                    |                                                    | Folkmängd                                          |                                                    |
| 1810 | 1810                                               |                                                    | 1 269                                              |                                                    |
| 1820 | 1820                                               |                                                    | 1 582                                              |                                                    |
| 1830 | 1830                                               |                                                    | 1 929                                              |                                                    |
| 1840 | 1840                                               |                                                    | 1 961                                              |                                                    |
| 1850 | 1850                                               |                                                    | 2 266                                              |                                                    |
| 1860 | 1860                                               |                                                    | 2 854                                              |                                                    |
| 1870 | 1870                                               |                                                    | 3 250                                              |                                                    |
| 1880 | 1880                                               |                                                    | 4 195                                              |                                                    |
| 1890 | 1890                                               |                                                    | 4 779                                              |                                                    |
| 1900 | 1900                                               |                                                    | 5 440                                              |                                                    |
| 1910 | 1910                                               |                                                    | 6 379                                              |                                                    |
| 1920 | 1920                                               |                                                    | 7 154                                              |                                                    |
| 1930 | 1930                                               |                                                    | 7 280                                              |                                                    |
| 1940 | 1940                                               |                                                    | 7 362                                              |                                                    |
| 1950 | 1950                                               |                                                    | 7 517                                              |                                                    |
| 1960 | 1960                                               |                                                    | 8 167                                              |                                                    |
| 1970 | 1970                                               |                                                    | 6 886                                              |                                                    |
| 1980 | 1980                                               |                                                    | 6 277                                              |                                                    |
| 1990 | 1990                                               |                                                    | 5 946                                              |                                                    |
| Anm: Källor: Umeå universitet - Tabellverket 1749-1859, Demografiska databasen, CEDAR, Umeå universitet. |                                                    |                                                    |                                                    |                                                    |